# Black Symphony
Black Symphony – trzeci album koncertowy oraz DVD holenderskiego zespołu Within Temptation, wydany 22 września 2008 roku, dostępny na dwóch płytach DVD, dwóch płytach CD oraz dwóch dyskach Blu-Ray.
Koncert jest dotychczas najbardziej zaangażowanym występem scenicznym grupy obejmującym wiele zmian kostiumów oraz efekty pirotechniczne. Wszystko to zostało dodatkowo urozmaicone przez efekty audiowizualne prezentowane na umieszczonym na scenie wielkim ekranie video o powierzchni 400 m². Wraz z zespołem na scenie wystąpiła 60 – osobowa The Metropole Orchestra, 20 – osobowy chór klasyczny The Pa'dam Choir, 8 – osobowa grupa akrobatów teatralnych – Close Act Theater Group, oraz specjalnie zaproszeni goście: George Oosthoek (Orphanage), Anneke van Giersbergen (ex – The Gathering) oraz Keith Caputo (ex – Life of Agony). Koncert odbył się 7 lutego 2008 roku przed 10 tys. widownią zgomadzoną w arenie Ahoy w Rotterdamie i był filmowany przez 14 kamer HD. Brytyjska edycja czasopisma Kerrang! określiła występ jako: "Najlepszy Show na Ziemi".

## Lista utworów
Opracowano na podstawie materiału źródłowego.
| CD 1 | CD 1                          | CD 1    |
| Nr   | Tytuł utworu                  | Długość |
| ---- | ----------------------------- | ------- |
| 1.   | „Ouverture”                   | 07:43   |
| 2.   | „Jillian (I'd Give My Heart)” | 04:39   |
| 3.   | „The Howling”                 | 06:31   |
| 4.   | „Stand My Ground”             | 04:33   |
| 5.   | „The Cross”                   | 05:22   |
| 6.   | „What Have You Done?”         | 04:58   |
| 7.   | „Hand of Sorrow”              | 05:40   |
| 8.   | „The Heart of Everything”     | 05:48   |
| 9.   | „Forgiven”                    | 04:53   |
| 10.  | „Somewhere”                   | 04:24   |
| 11.  | „The Swan Song”               | 04:00   |
| 12.  | „Memories”                    | 04:03   |
|      |                               | 1:02:34 |

| CD 2 | CD 2                         | CD 2    |
| Nr   | Tytuł utworu                 | Długość |
| ---- | ---------------------------- | ------- |
| 1.   | „Our Solemn Hour”            | 05:22   |
| 2.   | „The Other Half (of Me)”     | 05:04   |
| 3.   | „Frozen”                     | 06:00   |
| 4.   | „The Promise”                | 04:32   |
| 5.   | „Angels”                     | 08:15   |
| 6.   | „Mother Earth”               | 04:02   |
| 7.   | „The Truth Beneath the Rose” | 07:23   |
| 8.   | „Deceiver of Fools”          | 07:38   |
| 9.   | „All I Need”                 | 04:55   |
| 10.  | „Ice Queen”                  | 07:15   |
|      |                              | 1:00:26 |

| DVD 1 | DVD 1                                    | DVD 1   |
| Nr    | Tytuł utworu                             | Długość |
| ----- | ---------------------------------------- | ------- |
| 1.    | „Ouverture”                              | 07:36   |
| 2.    | „Jillian (I'd Give My Heart)”            | 04:40   |
| 3.    | „The Howling”                            | 06:34   |
| 4.    | „Stand My Ground”                        | 04:31   |
| 5.    | „The Cross”                              | 05:02   |
| 6.    | „What Have You Done”                     | 05:14   |
| 7.    | „Hand of Sorrow”                         | 05:40   |
| 8.    | „The Heart of Everything”                | 05:46   |
| 9.    | „Forgiven”                               | 04:58   |
| 10.   | „Somewhere”                              | 04:22   |
| 11.   | „The Swan Song”                          | 04:02   |
| 12.   | „Memories”                               | 04:02   |
| 13.   | „Our Solemn Hour”                        | 05:19   |
| 14.   | „The Other Half (of Me)”                 | 05:03   |
| 15.   | „Frozen”                                 | 04:29   |
| 16.   | „The Promise”                            | 08:16   |
| 17.   | „Angels”                                 | 04:01   |
| 18.   | „Mother Earth”                           | 05:59   |
| 19.   | „The Truth Beneath the Rose”             | 07:35   |
| 20.   | „Deceiver of Fools”                      | 07:40   |
| 21.   | „All I Need”                             | 05:01   |
| 22.   | „Ice Queen”                              | 10:34   |
| 23.   | „Backstage Report”                       | 13:54   |
| 24.   | „Making of "Black Symphony" Documentary” | 32:20   |
| 25.   | „Countdown Black Symphony”               | 06:48   |
|       |                                          | 2:59:26 |

| DVD 2 | DVD 2                                    | DVD 2   |
| Nr    | Tytuł utworu                             | Długość |
| ----- | ---------------------------------------- | ------- |
| 1.    | „Intro”                                  | 01:15   |
| 2.    | „Jillian (I'd Give My Heart)”            | 04:32   |
| 3.    | „The Howling”                            | 05:45   |
| 4.    | „The Cross”                              | 05:00   |
| 5.    | „Hand of Sorrow”                         | 05:38   |
| 6.    | „The Heart of Everything”                | 05:49   |
| 7.    | „Restless”                               | 05:59   |
| 8.    | „Our Solemn Hour”                        | 05:20   |
| 9.    | „Mother Earth”                           | 05:52   |
| 10.   | „Jane Doe”                               | 04:34   |
| 11.   | „The Truth Beneath the Rose”             | 07:10   |
| 12.   | „All I Need”                             | 05:02   |
| 13.   | „What Have You Done (Music Video)”       | 04:00   |
| 14.   | „Frozen (Music Video)”                   | 04:00   |
| 15.   | „The Howling (Music Video)”              | 04:10   |
| 16.   | „All I Need (Music Video)”               | 04:05   |
| 17.   | „Making of "Frozen"”                     | 03:38   |
| 18.   | „Making of "The Howling"”                | 03:50   |
| 19.   | „Making of "All I Need"”                 | 03:17   |
| 20.   | „World Tour Impressions - USA”           | 22:24   |
| 21.   | „World Tour Impressions - Romania”       | 06:10   |
| 22.   | „World Tour Impressions - Japan”         | 08:58   |
| 23.   | „World Tour Impressions - Turkey”        | 01:57   |
| 24.   | „World Tour Impressions - South America” | 05:02   |
| 25.   | „World Tour Impressions - France”        | 08:44   |
| 26.   | „World Tour Impressions - UK”            | 04:12   |
| 27.   | „TMF Awards Belgium”                     | 11:33   |
| 28.   | „TMF Awards The Netherlands”             | 01:41   |
| 29.   | „The Dutch Pop Awards”                   | 03:41   |
| 30.   | „Photoshoot by Erwin Olaf”               | 03:25   |
| 31.   | „Orchestra Recordings”                   | 09:29   |
|       |                                          | 2:56:12 |

## Listy sprzedaży
| Lista                   | Kraj       | Pozycja |
| ----------------------- | ---------- | ------- |
| Ö3 Austria Top 40       | Austria    | 36      |
| Suomen virallinen lista | Finlandia  | 32      |
| MegaCharts              | Holandia   | 3       |
| SNEP                    | Francja    | 77      |
| Media Control Charts    | Niemcy     | 17      |
| Schweizer Hitparade     | Szwajcaria | 25      |